# Comuna Șieu, Bistrița-Năsăud
Șieu (în maghiară: Nagysajó, în germană: Grossschogen) este o comună în județul Bistrița-Năsăud, Transilvania, România, formată din satele Ardan, Posmuș, Șieu (reședința) și Șoimuș.

## Demografie
Componența etnică a comunei Șieu
     Români (87,72%)
     Romi (7,37%)
     Maghiari (2,08%)
     Alte etnii (0,27%)
     Necunoscută (2,56%)
Componența confesională a comunei Șieu
     Ortodocși (92,6%)
     Reformați (2,9%)
     Alte religii (1,77%)
     Necunoscută (2,73%)
Conform recensământului efectuat în 2021, populația comunei Șieu se ridică la 2.932 de locuitori, în creștere față de recensământul anterior din 2011, când fuseseră înregistrați 2.827 de locuitori. Majoritatea locuitorilor sunt români (87,72%), cu minorități de romi (7,37%) și maghiari (2,08%), iar pentru 2,56% nu se cunoaște apartenența etnică. Din punct de vedere confesional, majoritatea locuitorilor sunt ortodocși (92,6%), cu o minoritate de reformați (2,9%), iar pentru 2,73% nu se cunoaște apartenența confesională.

## Politică și administrație
Comuna Șieu este administrată de un primar și un consiliu local compus din 11 consilieri. Primarul, Ioan-Sebastian Cifor-Tiniș[*], de la Partidul Social Democrat, este în funcție din octombrie 2020. Începând cu alegerile locale din 2024, consiliul local are următoarea componență pe partide politice:
|  | Partid                                 | Consilieri | Componența Consiliului | Componența Consiliului | Componența Consiliului | Componența Consiliului | Componența Consiliului | Componența Consiliului | Componența Consiliului |
|  | -------------------------------------- | ---------- | ---------------------- | ---------------------- | ---------------------- | ---------------------- | ---------------------- | ---------------------- | ---------------------- |
|  | Partidul Social Democrat               | 7          |                        |                        |                        |                        |                        |                        |                        |
|  | Partidul Național Liberal              | 2          |                        |                        |                        |                        |                        |                        |                        |
|  | Alianța pentru Unirea Românilor        | 1          |                        |                        |                        |                        |                        |                        |                        |
|  | Uniunea Democrată Maghiară din România | 1          |                        |                        |                        |                        |                        |                        |                        |

## Atracții turistice
- Biserica reformată din Șieu (monument istoric)
- Castelul Teleki din satul Posmuș (monument istoric)
- Biserica ortodoxă din satul Posmuș
- Biserica ortodoxă din Șieu

## Imagini

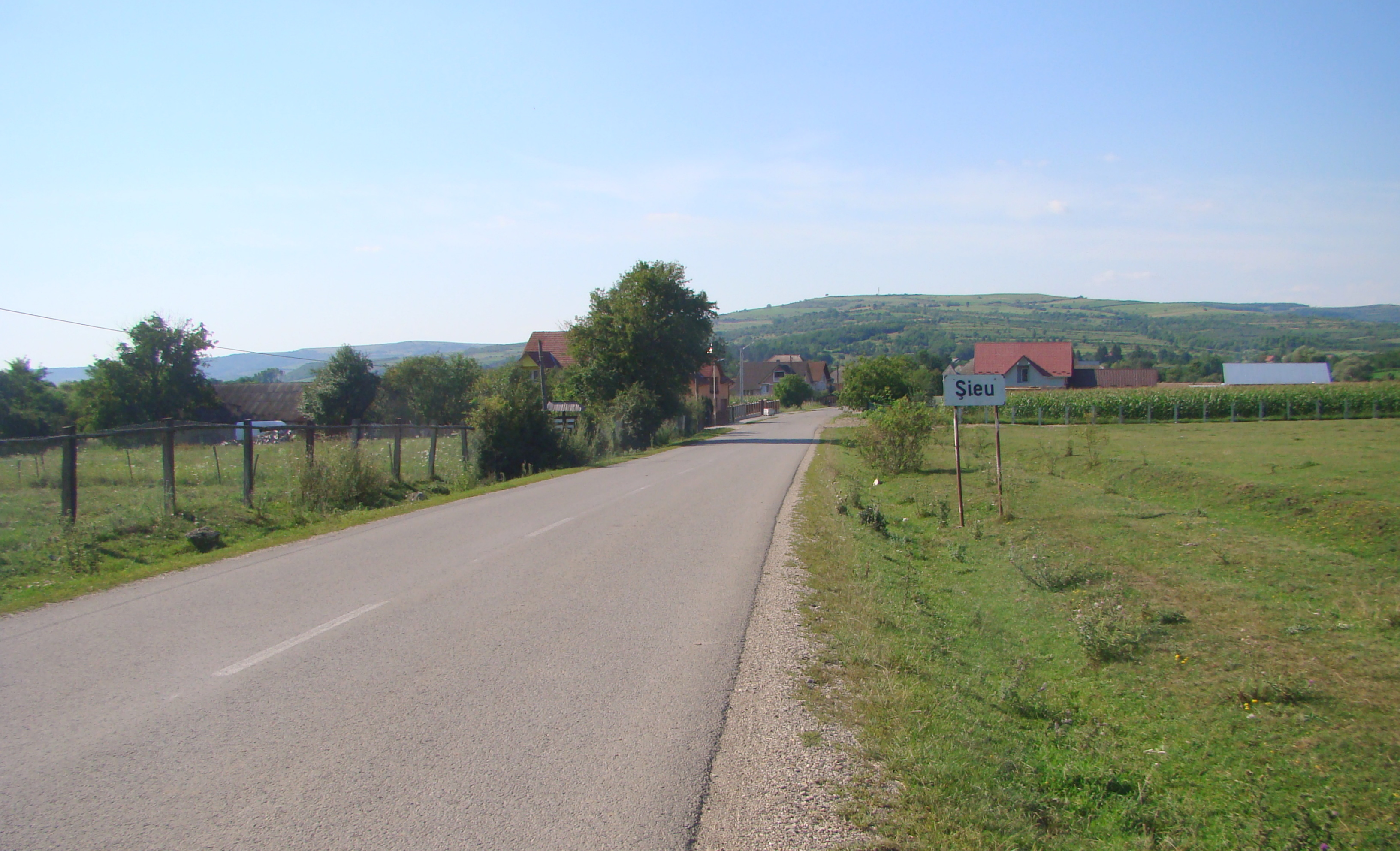
Intrarea în Șieu
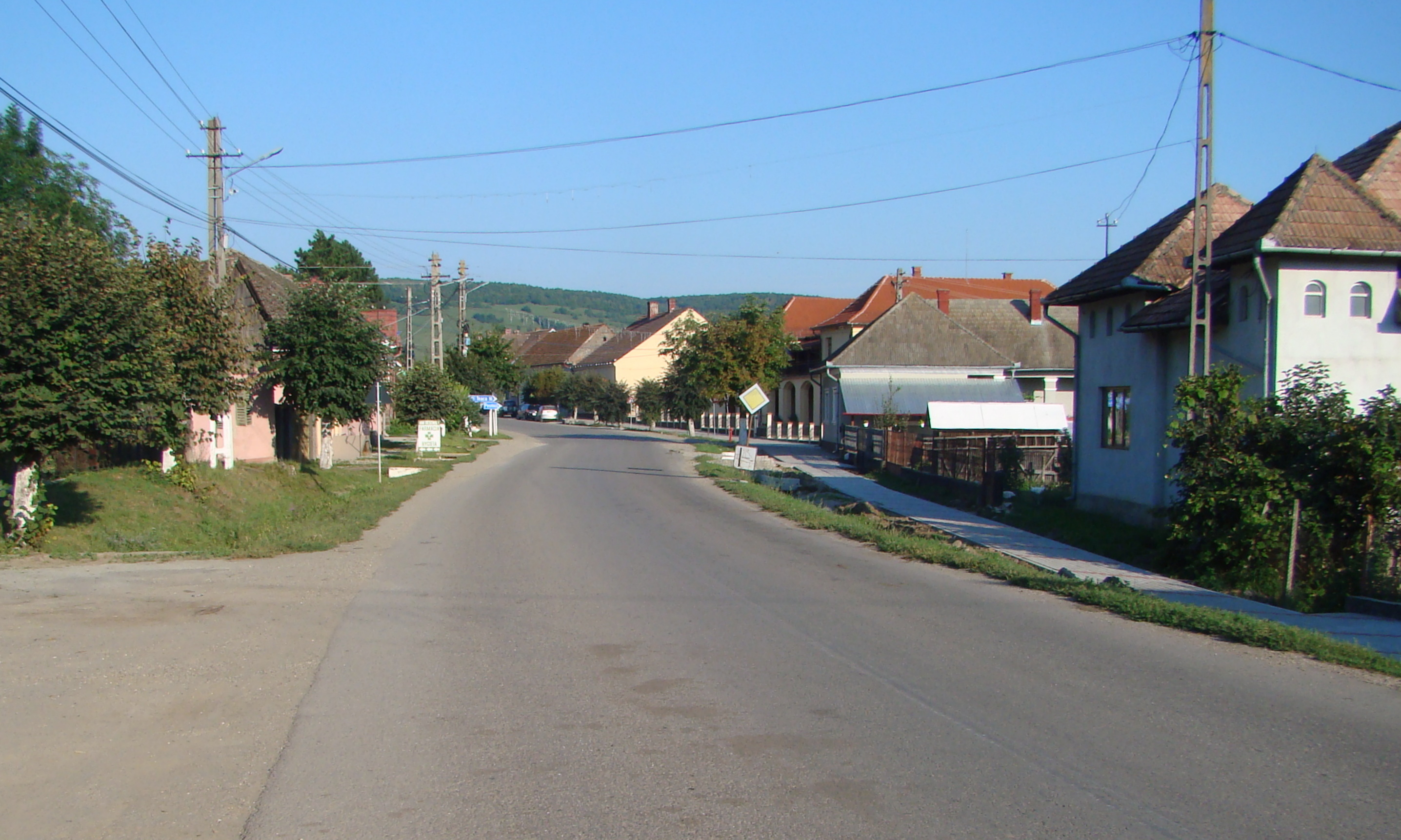
Șieu
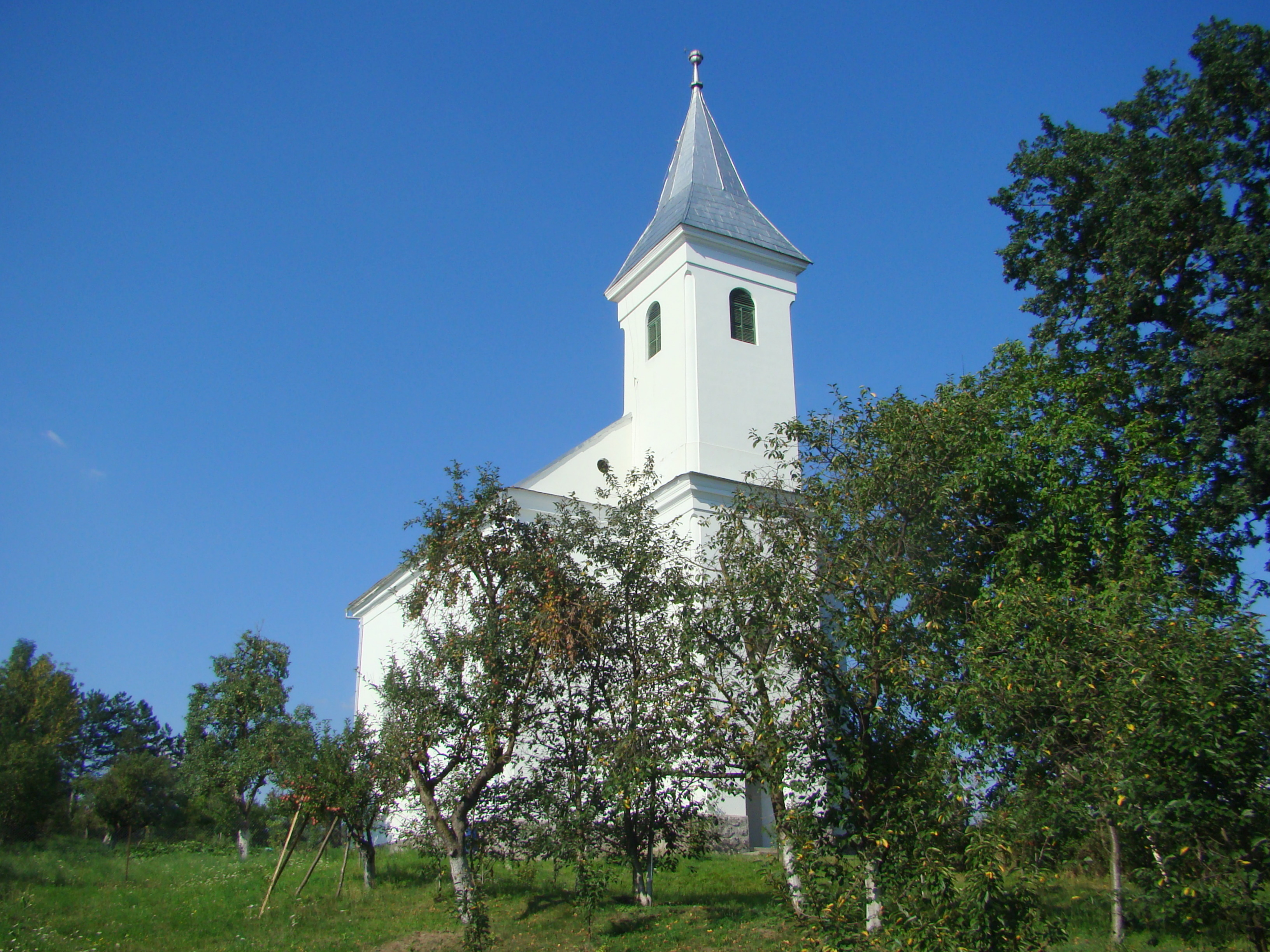
Biserica reformată (monument istoric)
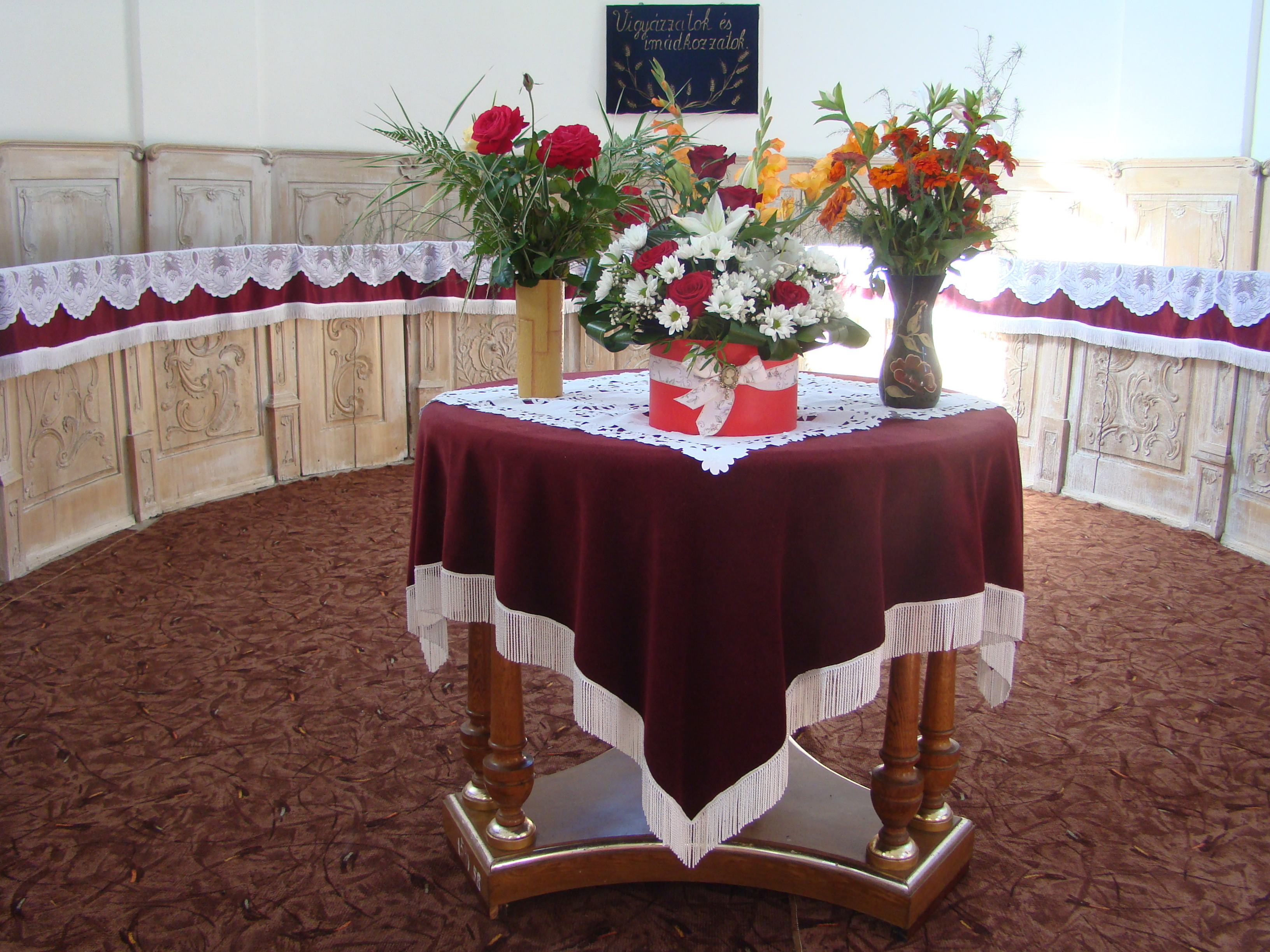
Biserica reformată (Masa Domnului)
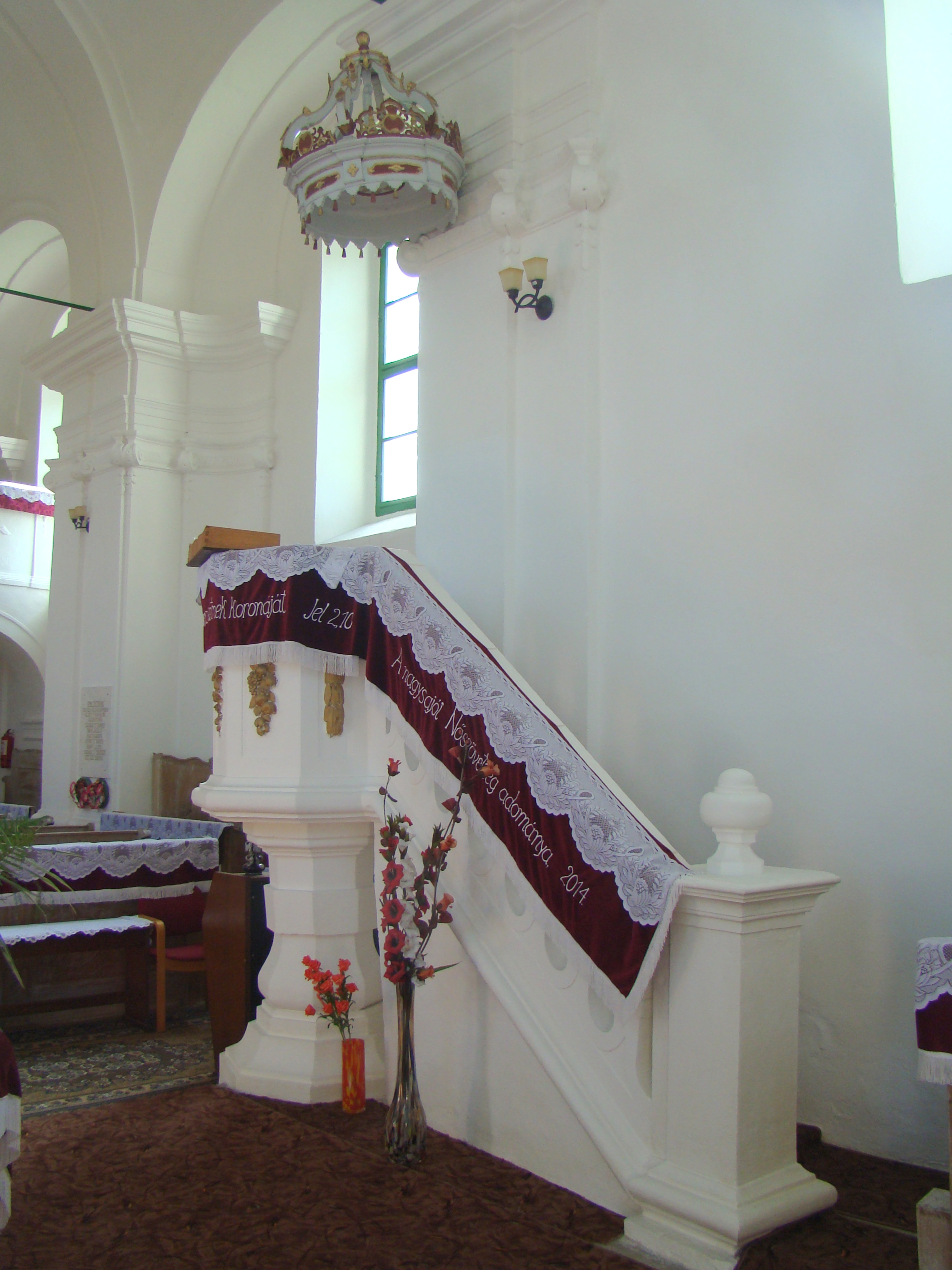
Biserica reformată (amvonul)
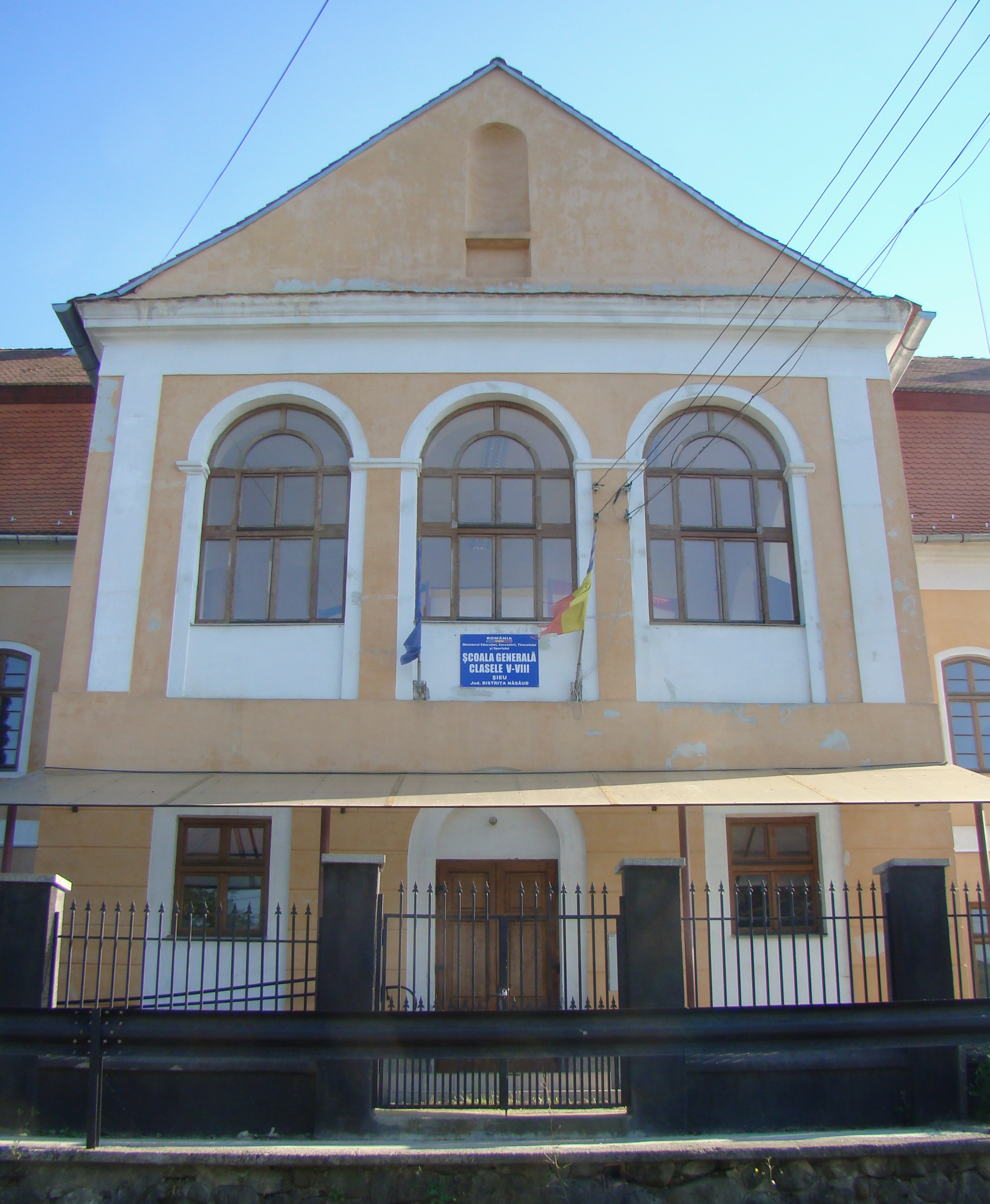
Castelul Rakoczi, azi Școala de arte și meserii (monument istoric)
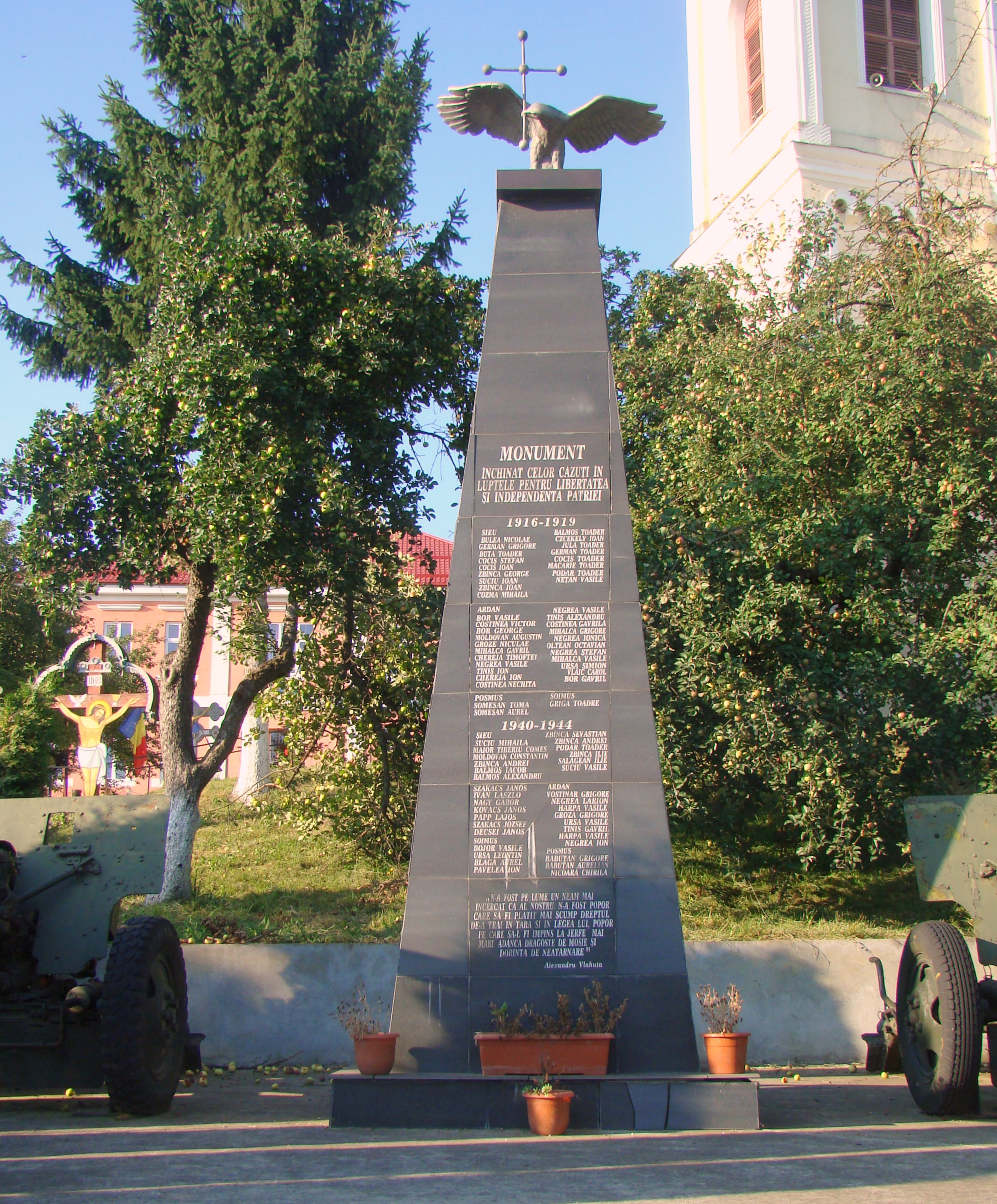
Monumentul eroilor
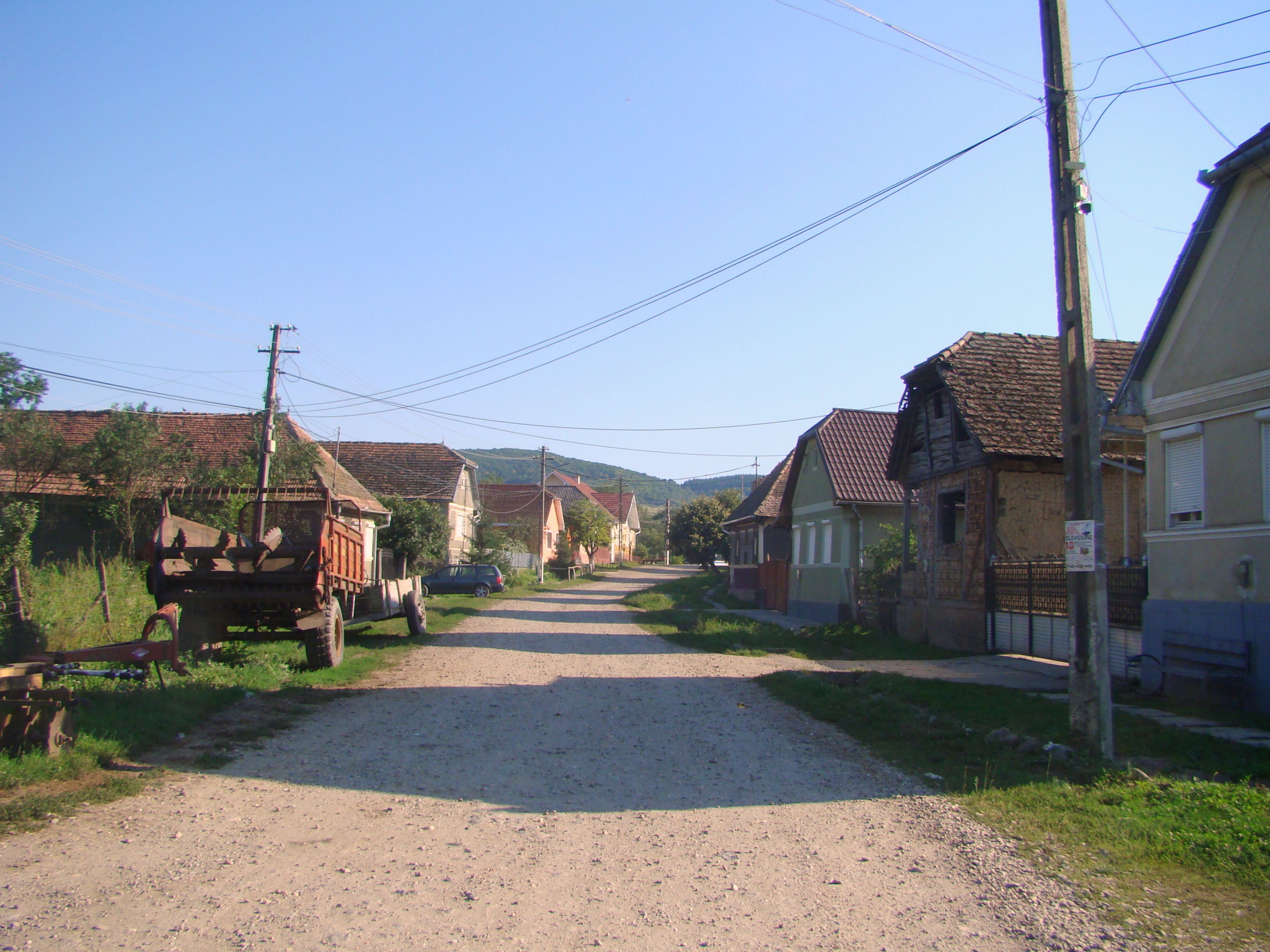
Posmuș
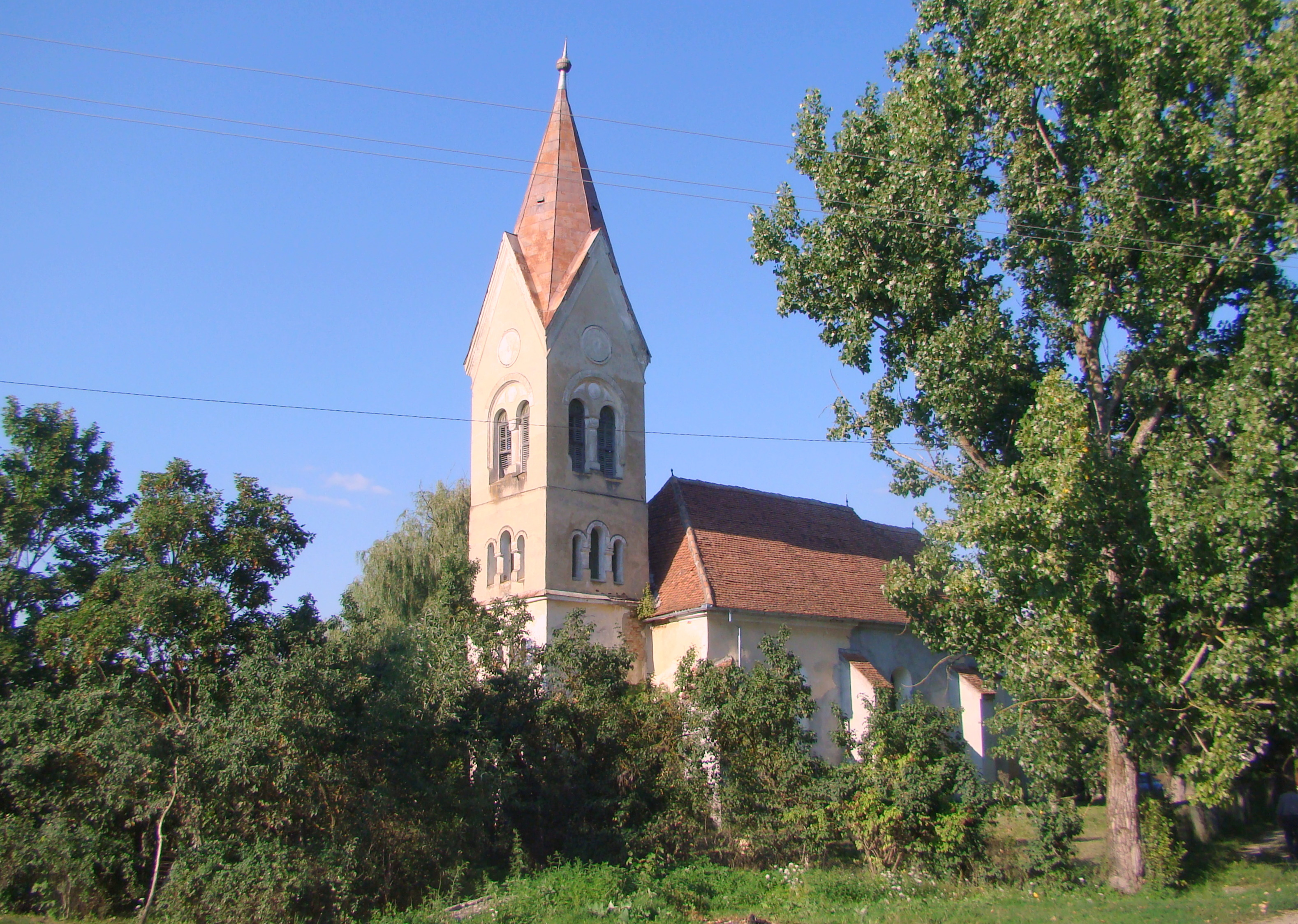
Biserica evanghelică, azi utilizată de parohia greco-catolică (monument istoric)
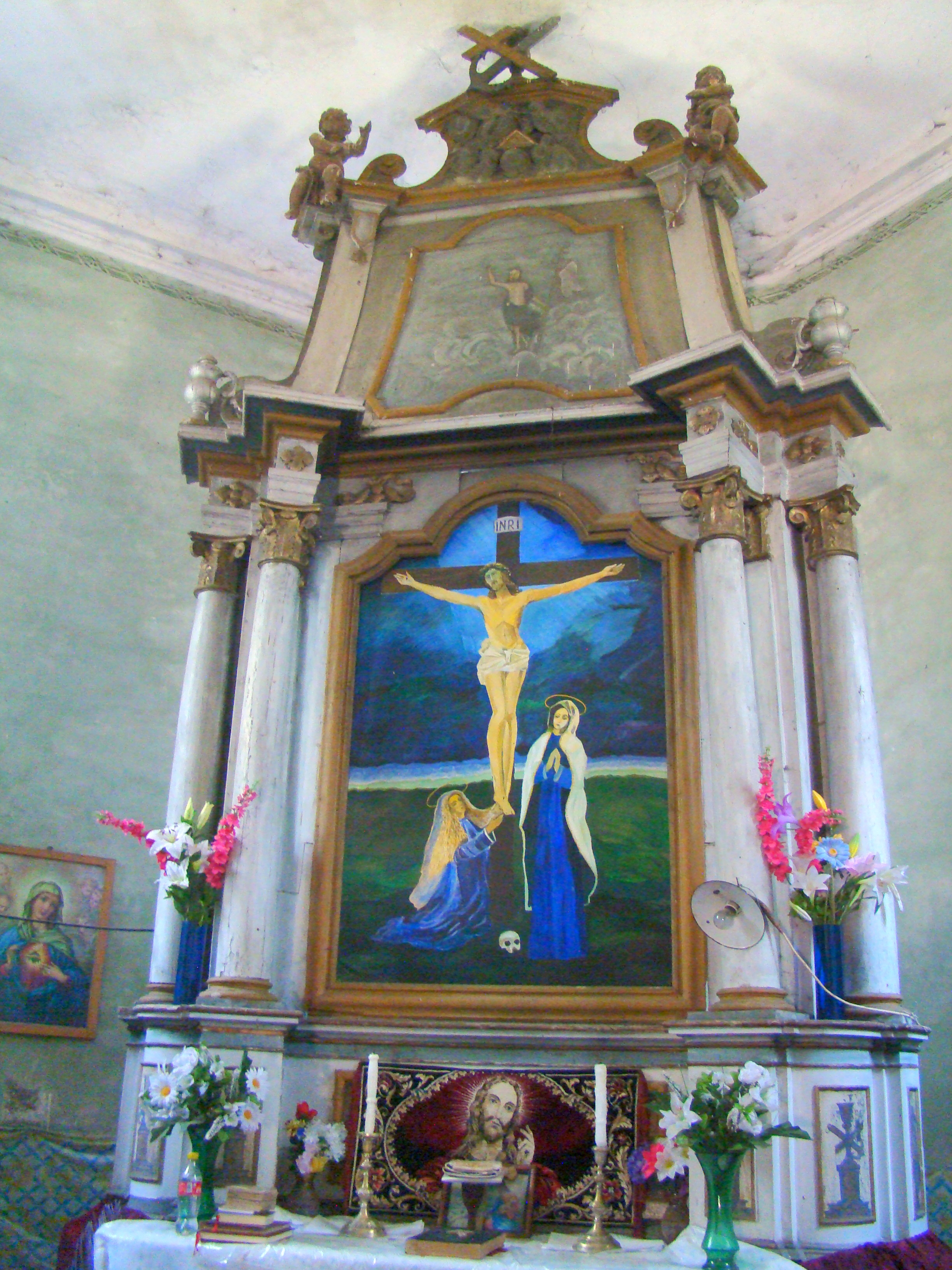
Altarul
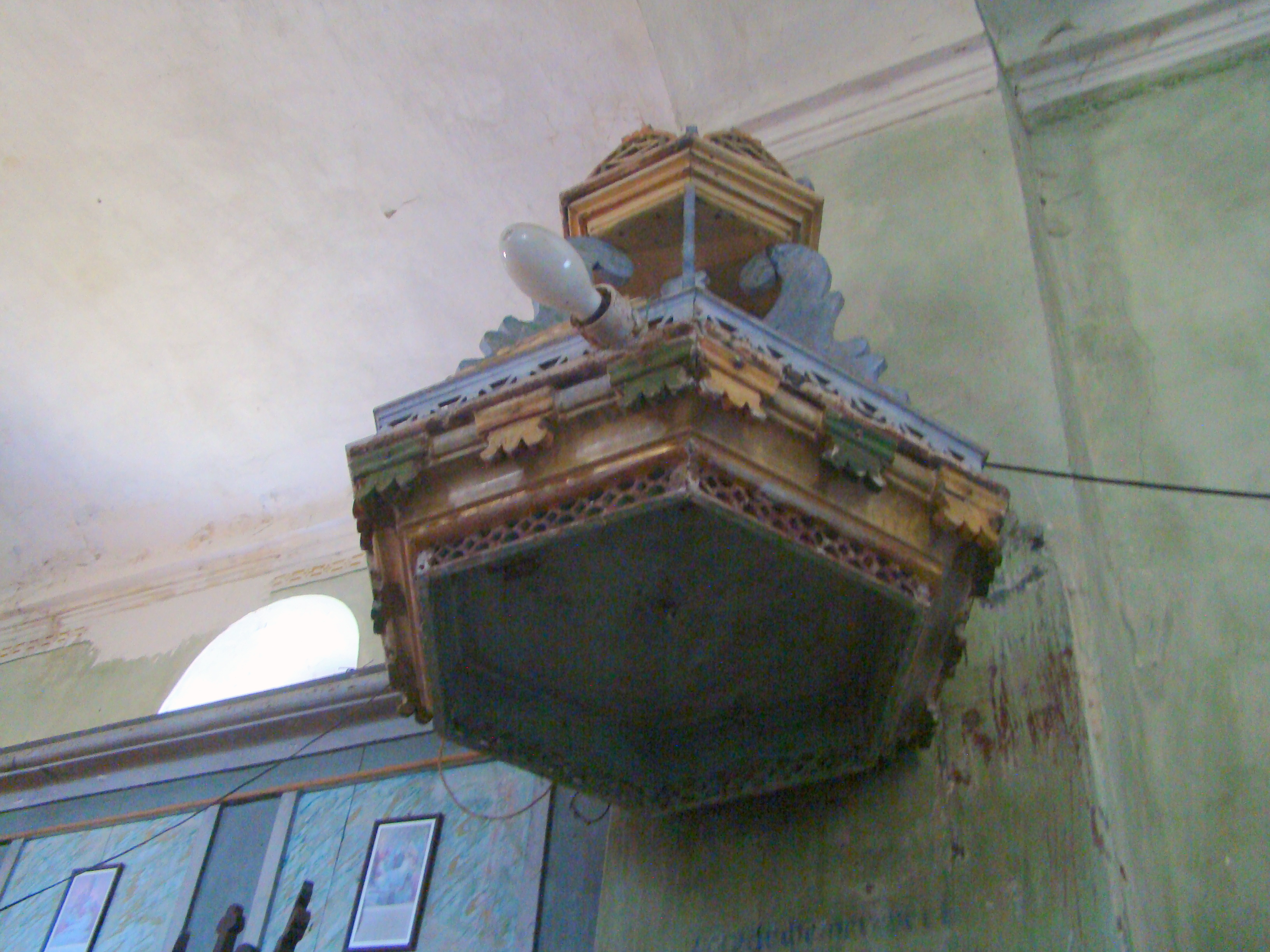
Coronamentul amvonului
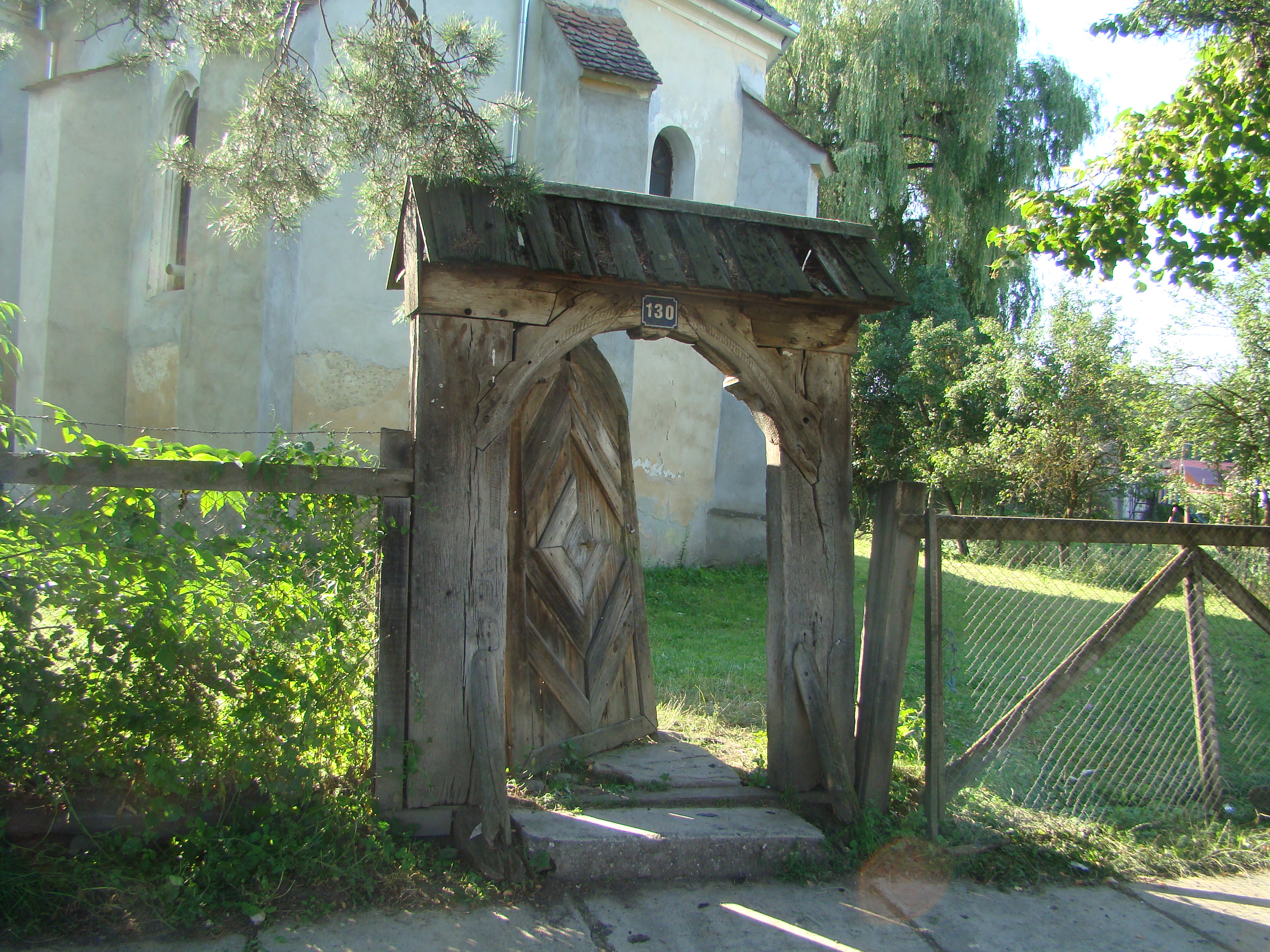
Poarta de lemn a bisericii
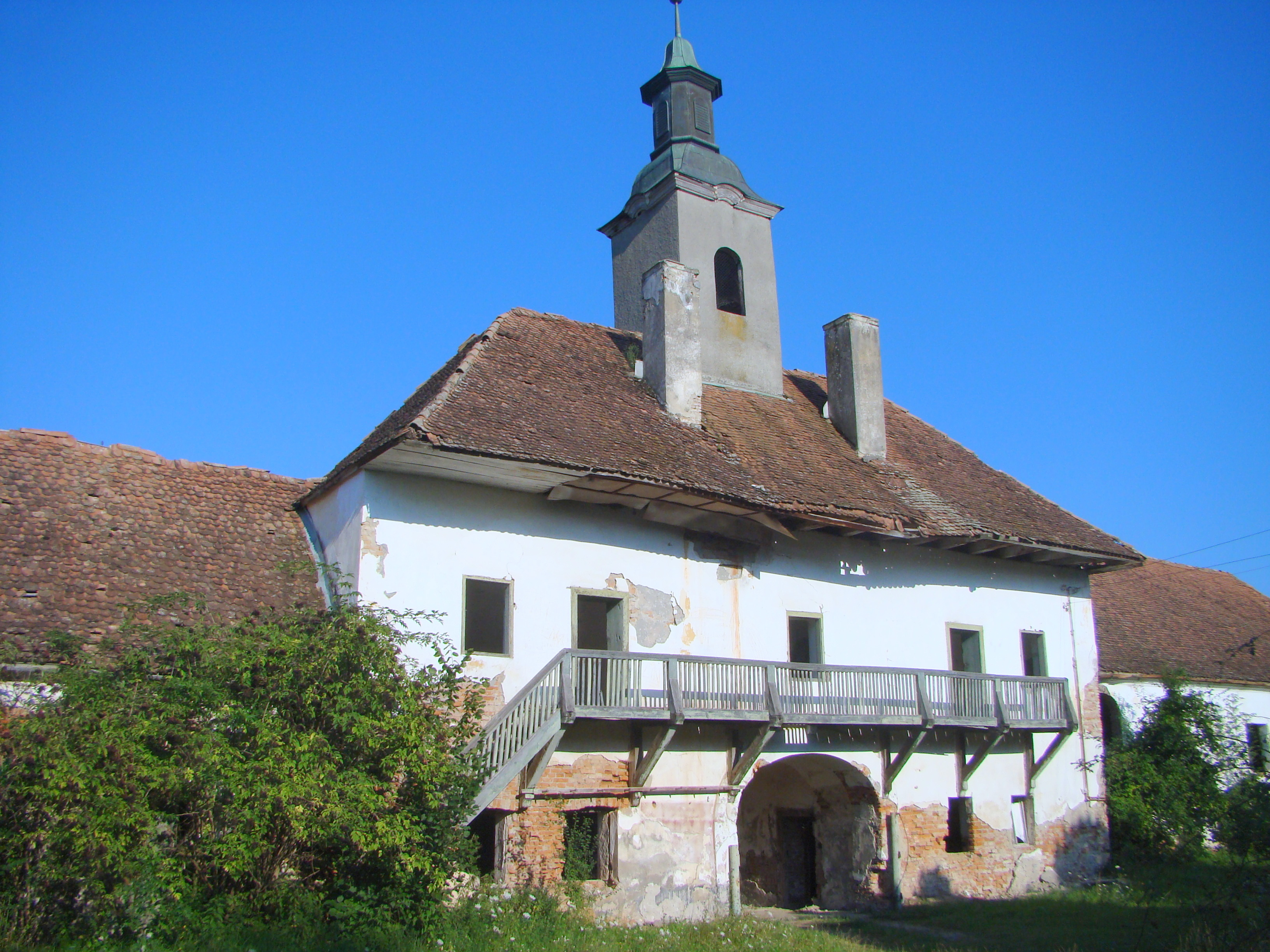
Castelul Teleki (monument istoric)
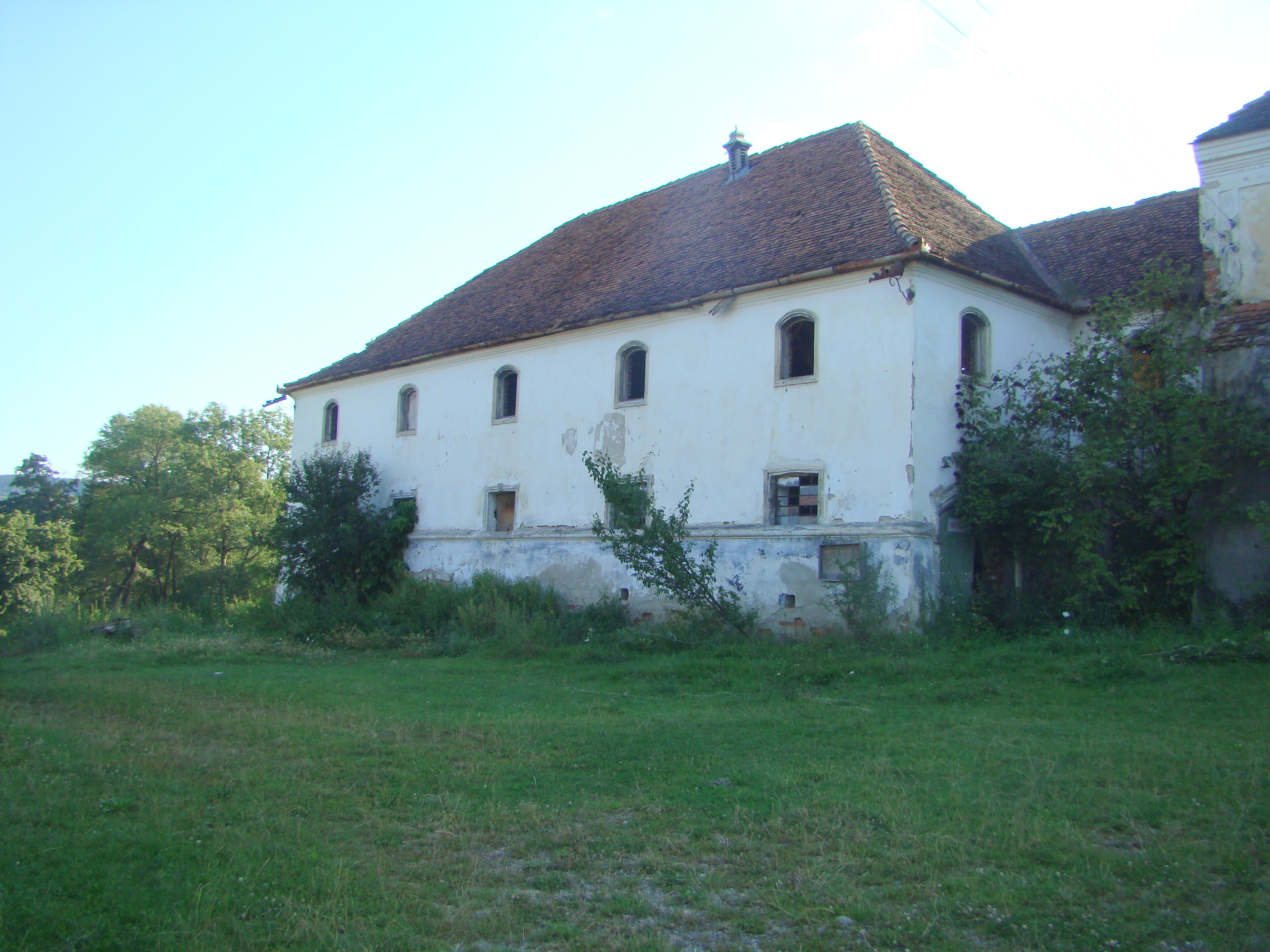
Castelul Teleki (monument istoric)